# Région de contrôle du locus
Une région de contrôle du locus est une séquence d'ADN qui va stimuler la transcription d'ADN en fonction du contexte moléculaire de la cellule (lié au nombre de copies d'ARNm de ce gène déjà transcrite, permet le maintien d'un nombre suffisant de copies d'ARN).
La région de contrôle du locus a été identifié il y a plus de 20 ans[réf. nécessaire]. Lors d'une étude sur des souris transgéniques, il a été déterminé qu'elle était requise pour la régulation de l'expression des bêta-globulines.
Il existe plusieurs modèles décrivant comment la région de contrôle du locus est capable d'avoir un effet à distance sur la transcription.